# حامل الثلم
حامل الثَلِمَ (الاسم العلمي: Aulacophora)، جنس خنافس من فصيلة خنافس الورق. والمعروفة باسم خنافس اليقطين. بعض أنواعه هي آفات للمحاصيل الزراعية. سُمي الجنس من قبل عالم الحشرات الفرنسي والخبير في الخنافس، بيير فرانسوا ماري أوغست ديجان. الاسم العلمي مشتق من اليونانية القديمة، ويعني «حامل الثلم» من aulax، «الثلم أو الأخدود».